# NGC 511
NGC 511 é uma galáxia elíptica (E) localizada na direcção da constelação de Pisces. Possui uma declinação de +11° 17' 27" e uma ascensão recta de 1 horas, 23 minutos e 30,7 segundos.
A galáxia NGC 511 foi descoberta em 26 de Outubro de 1876 por Édouard Jean-Marie Stephan.